# تندرشکن
تُندرشِکن (به انگلیسی: Stormbreaker) (نامیده‌شده در آمریکا به عنوان «الکس رایدر: سیستم‌عامل تندرشکن» (به انگلیسی: Alex Rider: Operation Stormbreaker)) یک فیلم اکشن و جاسوسی تولید سال ۲۰۰۶ میلادی می‌باشد.